# Goldhähnchen
Die Goldhähnchen (Regulidae) sind eine artenarme Familie von Vögeln. Die Familie umfasst sechs Arten in zwei Gattungen. Goldhähnchen sind sehr kleine meist baumbewohnende Singvögel, die sich überwiegend von Insekten und Spinnentieren ernähren. Sie kommen in weiten Gebieten der gemäßigten Zonen der Nordhalbkugel vor. Keine der Arten der Familie gilt zurzeit als gefährdet.
Der Name der Familie ist von der Typusgattung Regulus abgeleitet, die lange die einzige Gattung der Familie war. Der lateinische Name Regulus ist das Diminutiv von rex (König) und bedeutet entsprechend Kleiner König oder Prinz.

## Beschreibung
Die Goldhähnchen zählen zu den kleinsten Sperlingsvögeln und besitzen Körpergrößen im Bereich zwischen 8 und 11 cm bei einem Körpergewicht von 4 bis 8 g. Die Geschlechter unterscheiden sich dabei in der Größe nicht. Flügel und Schwanz sind bei allen Arten mittellang bei einer Spannweite um 15 cm. Der Schnabel der Goldhähnchen ist kurz und läuft nadelartig spitz zu. Das Gefieder ist bei allen Arten recht ähnlich grau-grünlich mit oft kleineren hellen Markierungen an den Schwingen. Bei allen Arten besitzen zumindest die Männchen einen typischen, für die Gattung namensgebenden, farbigen, oft goldgelben (beim Rubingoldhähnchen roten) Scheitelstreif. Beim Balz- und Territorialverhalten kann der Scheitel kammartig aufgerichtet werden. Der Geschlechtsdimorphismus ist bei den meisten Arten gering, aber besonders beim Gefieder im Kopfbereich dennoch deutlich.

## Verbreitung und Lebensraum

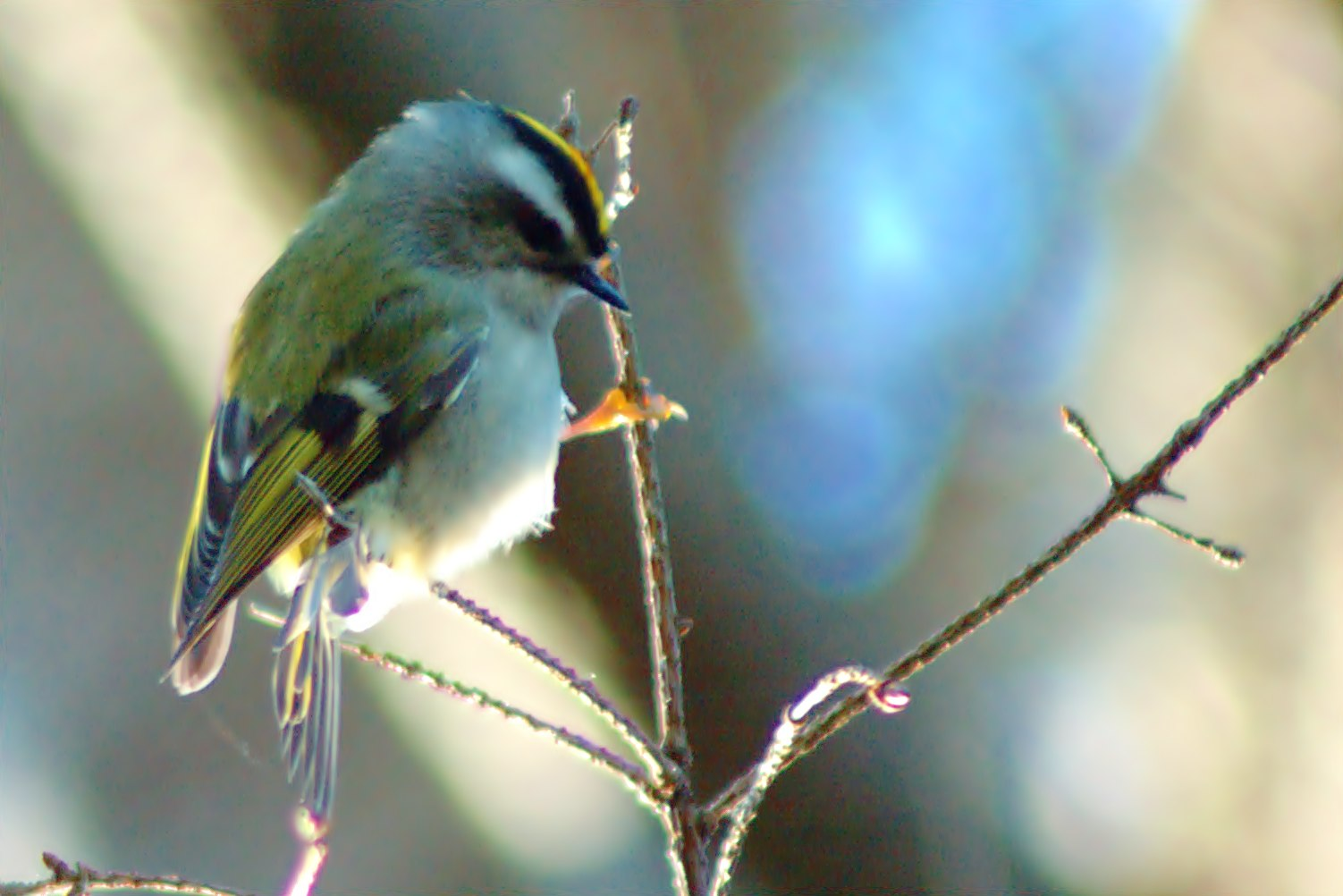
Indianergoldhähnchen (Regulus satrapa) in North-Carolina

Goldhähnchen sind über große Teile der Holarktis verbreitet. Zwei Arten der Gattung leben über weite Teile Nordamerikas verteilt. Die restlichen Arten leben in Eurasien und kleinen Gebieten Nordafrikas, wobei einige Arten Insel-Endemiten sind.
Der typische Lebensraum vieler Arten sind Nadelgehölze, aber auch in Laubgehölzen sowie Park- und Gartenlandschaften sind einige Arten verbreitet. Die Bindung an die Nadelhölzer ist dabei unterschiedlich ausgeprägt (stark beim Wintergoldhähnchen bis gering beim Madeiragoldhähnchen, das Heiden und Lorbeerwald bewohnt). Meistens bewohnen sie den Kronenbereich der Bäume, in denen sie in ihrer typischen sehr agilen Art bei der Nahrungssuche zu beobachten sind.

## Nahrung und Nahrungserwerb
Durch die geringe Körpergröße und die hoch-agile Lebensweise besitzen die Goldhähnchen eine extrem hohe Stoffwechselrate, die dazu führt, dass die Vögel praktisch die gesamte Wachzeit auf Nahrungssuche sind. Die Nahrung besteht bei allen Arten fast ausschließlich aus Arthropoden, die entsprechend der Größe der Vögel von kleiner Größe sind. Das Futter wird dabei auf Zweigen und Blättern aufgelesen oder in kurzen sprunghaften Jagdflügen erbeutet.
Die hohe Stoffwechselrate führt dazu, dass bei mangelndem Nahrungsangebot Goldhähnchen sehr schnell an Gewicht verlieren und binnen Stunden verhungern können. Dies führt in entsprechenden Habitaten vor allem im Winter, wenn Zweige und Blätter vereist oder verschneit sind, zu einer hohen Sterblichkeit.

## Äußere Systematik
Früher wurden die Goldhähnchen wegen ihrer äußerlichen Ähnlichkeit zu Arten der Gattung Laubsänger (Phylloscopus) der großen Familie der Zweigsänger (Sylviidae im alten Sinne) zugerechnet. Diese Familie hat sich jedoch durch neuere Forschung als reines Sammelbecken für äußerlich ähnliche, aber nicht immer durch engere Verwandtschaftsbeziehungen miteinander verbundene Arten erwiesen (Papierkorb-Taxon, von engl. wastebin taxon). Auch im Fall der Goldhähnchen hat sich auf Basis molekulargenetischer Befunde mittlerweile gezeigt, dass keine engere Verwandtschaft zu den Laubsängern besteht. Neuere Untersuchungen haben dagegen gezeigt, dass die Goldhähnchen nicht einmal mehr in die Überfamilie der Sylvioidea oder die Parvordnung der Sylviida gestellt werden sollten. Eine vermutete Verwandtschaft mit den Meisen (Paridae) und der Überfamilie Paroidea hat sich molekulargenetisch ebenfalls nicht gezeigt. Näher sind die Goldhähnchen dagegen neueren Studien zufolge mit den Verwandten der Baumläufer (Certhioidea) aus der Überfamilie Certhioidea verwandt, die die Schwestergruppe der Goldhähnchen innerhalb der Fliegenschnäpper-Verwandten der Parvordnung Muscicapida bildet. In dieser neuen Systematik werden die Goldhähnchen auch als eigene Überfamilie mit dem Namen Reguloidea geführt.

## Innere Systematik

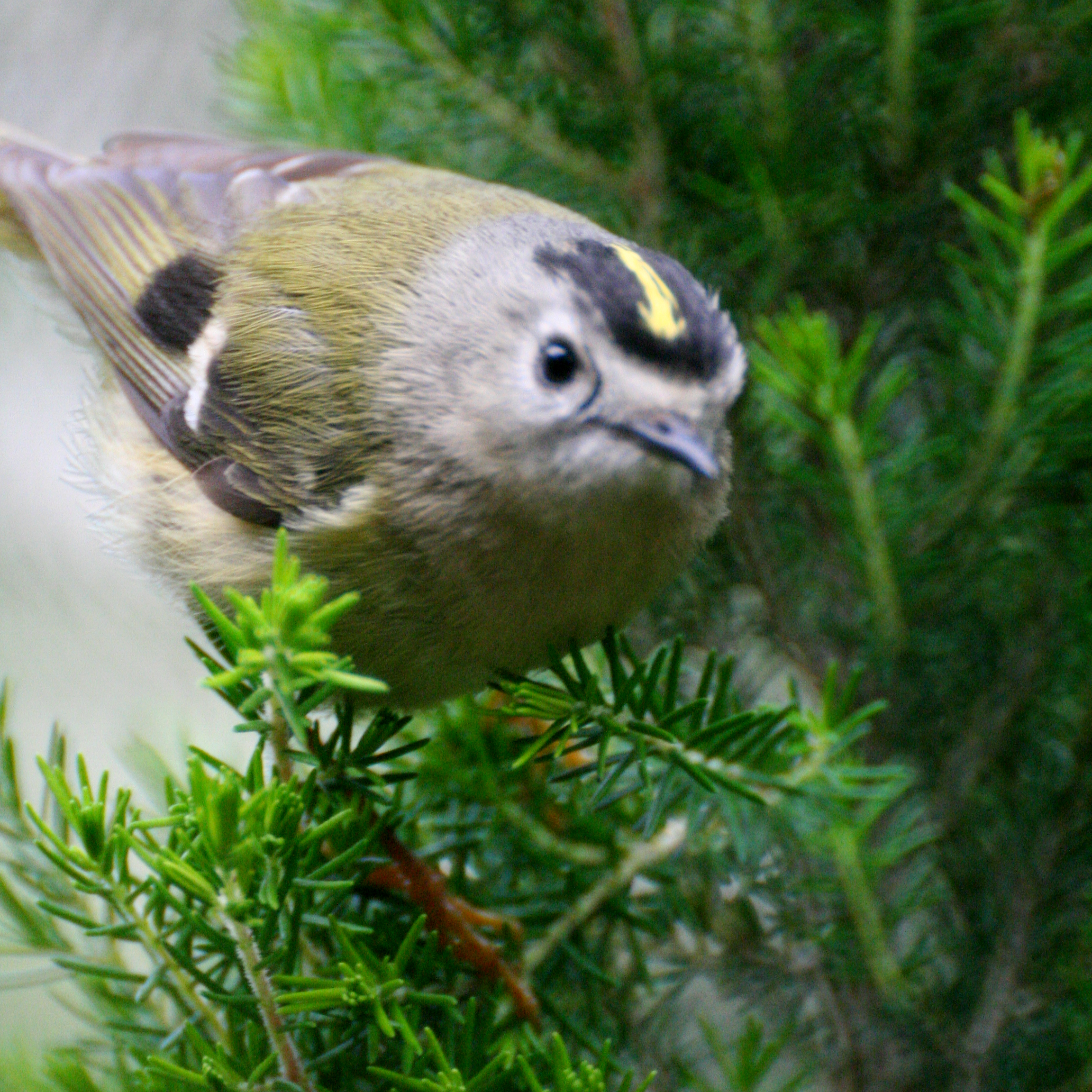
Weibliches Kanarengoldhähnchen (R. regulus teneriffae) auf Teneriffa

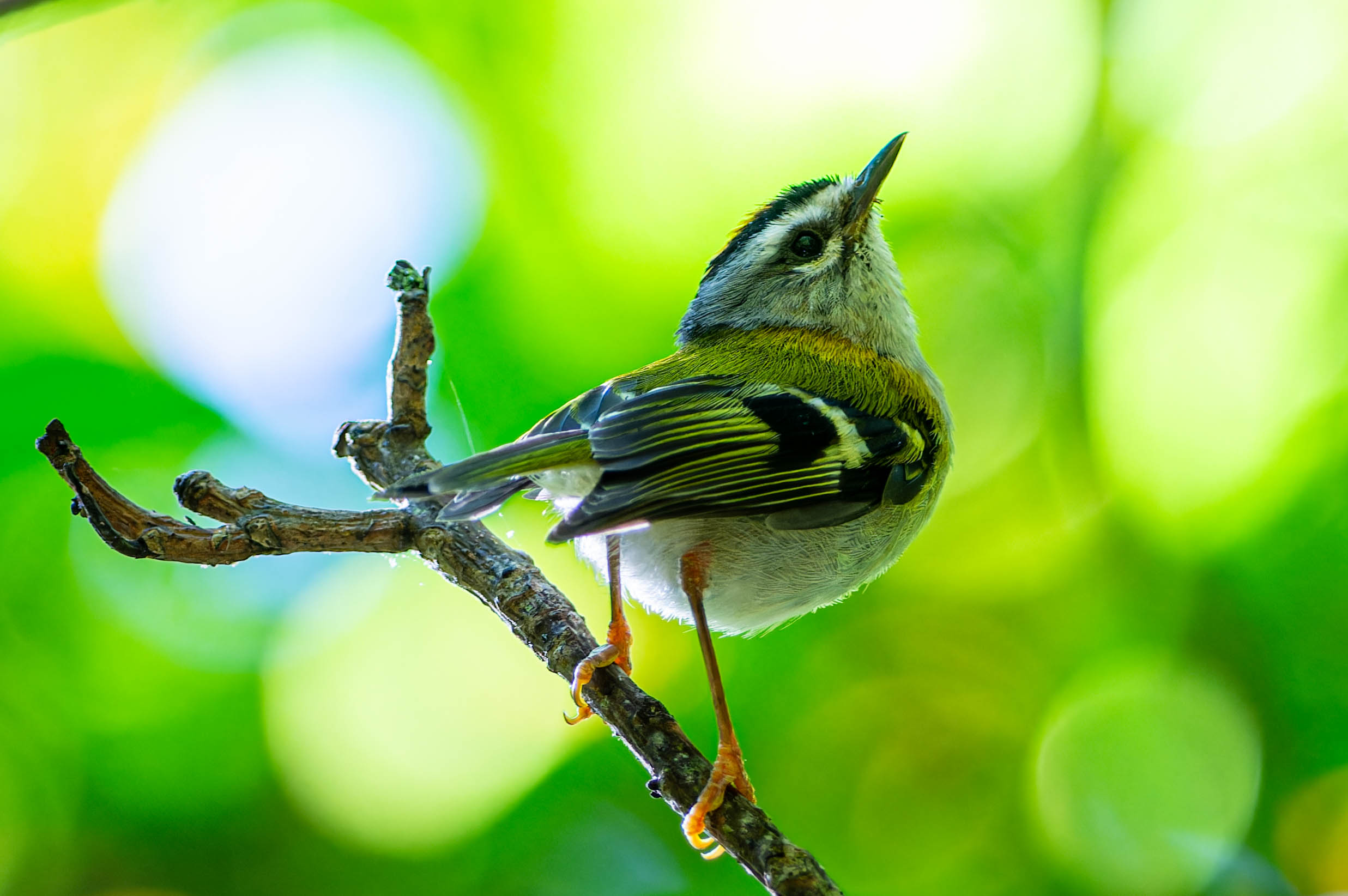
Madeiragoldhähnchen (Regulus madeirensis)

Die Familie zählt nach heutigem Stand (2023) zwei Gattungen, sechs Arten und insgesamt etwa 26 Unterarten. Neben der Typusgattung Regulus gibt es nach neuerer Systematik auch noch die monotypische Gattung Corthylio.
Es werden folgende Arten unterschieden:
- Corthylio
  - Rubingoldhähnchen (Corthylio calendula)
- Regulus
  - Taiwangoldhähnchen (Regulus goodfellowi)
  - Sommergoldhähnchen (Regulus ignicapilla)
  - Madeiragoldhähnchen (Regulus madeirensis), früher als Unterart des Sommergoldhähnchens geführt
  - Wintergoldhähnchen (Regulus regulus)
  - Indianergoldhähnchen (Regulus satrapa)

Das nordamerikanische Rubingoldhähnchen unterscheidet sich sowohl durch Körpergröße (9–11 cm) als auch durch die rubinrote Färbung der „Krone“ von den anderen Arten deutlich und wird daher nach neuerer Systematik in die  eigene Gattung Corthylio gestellt. Insbesondere zum Indianergoldhähnchen, der anderen nordamerikanischen Goldhähnchenart, mit dem es weite Teile des Verbreitungsgebietes gemein hat, besteht keine besonders nahe Verwandtschaft. Dies wird auch durch molekulargenetische Untersuchungen bestätigt, die das Rubingoldhähnchen als phylogenetisch basal in der Familie Regulidae angeben.
Das Kanarengoldhähnchen (Regulus regulus teneriffae) wurde teilweise auch als eigene Art geführt. Genetische Untersuchungen der verschiedenen Unterarten des Wintergoldhähnchens haben aber gezeigt, dass diese Abspaltung problematisch ist, da dadurch die restliche Unterarten-Gruppe paraphyletisch würde. Darüber hinaus hat sich gezeigt, dass die auf den Kanaren lebenden Goldhähnchen tatsächlich zu zwei deutlich unterscheidbaren Unterarten gehören. Neben der oben genannten Unterart wird daher weiterhin die Unterart R. r. ellenthalerae beschrieben. Der Artstatus des endemischen Madeiragoldhähnchens wird dagegen durch neuere Forschung bestätigt.

## Sonstiges
Ludwig Bechsteins Märchen Goldhähnchen von 1847 bezeichnet es als den kleinsten europäischen Vogel; es gehöre zum „Geschlecht der Zaunkönige“.

## Belege

### Einzelbelege
1. 1 2 3 4  del Hoho et al., S. 345 ff.
2. 1 2  
C. H. Oliveros et al.: Earth history and the passerine superradiation. In: Proceedings of the National Academy of Sciences of the United States. Band 116, Nr. 16, 2019, S. 7916–7925, doi:10.1073/pnas.1813206116, PMID 30936315, PMC 6475423 (freier Volltext).
3. ↑  Bauer et al., S. 287.
4. ↑  Per Alström, Per G. P. Ericson, Urban Olsson, Per G. P. Sundberg: Phylogeny and classification of the avian superfamily Sylvioidea. In: Molecular Phylogenetics and Evolution. Band 38, Nr. 2. CSIRO Publishing, 2006, S. 381–397, doi:10.1016/j.ympev.2005.05.015 (sciencedirect.com [abgerufen am 10. Januar 2018]).
5. ↑  P. Beresford, F. K. Barker, P. G. Ryan, T. M. Crowe: African endemics span the tree of songbirds (Passeri): Molecular systematics of several evolutionary "enigmas". In: Proceedings of the Royal Society B. Band 272, Nr. 1565, 2005, S. 849–858, doi:10.1098/rspb.2004.2997 (PDF).
6. ↑  Per Alström, D. M. Hooper, Y. Liu, U. Olsson, D. Mohan, M. Gelang, L. M. Hung, J. Zhao, F. Lei, T. D. Price: Discovery of a Relict Lineage and Monotypic Family of Passerine Birds. In: Biology Letters. Band 10, Nr. 3, 2014, doi:10.1098/rsbl.2013.1067.
7. 1 2 3  
Martin Päckert, Jochen Martens, Lucia Severinghaus: The Taiwan Firecrest (Regulus goodfellowi) belongs to the Goldcrest assemblage (Regulus regulus s. l.): Evidence from mitochondrial DNA and the territorial song of the Regulidae. In: Journal of Ornithology. Band 150, 2009, S. 205–220, doi:10.1007/s10336-008-0335-5.